# Кёрби, Джон
Джон Кирби (англ. John Kirby; род. 3 июня 1963, Сент-Питерсберг) — контр-адмирал Военно-морских сил США, официальный представитель Пентагона. Координатор стратегических коммуникаций в Совете национальной безопасности (2022—2025). Официальный представитель Государственного департамента США (2015—2017).

## Биография
Родился 3 июня 1963 года. Детство прошло в городе Сент-Питерсберг (Флорида). В 1985 году получил степень бакалавра по истории в Южно-Флоридском университете. Магистр естественных наук в области международных отношений (Тройский университет), а также впоследствии степень магистра искусств в области национальной безопасности и стратегических исследований в Военно-морском колледже.
Морскую службу проходил на фрегате «Обри Фитч», на авианосце «Форрестол» и, как представитель командования 2-м флотом, на «Маунт Уитни».
Впоследствии занимал должность начальника информационного центра ВМС США (CHINFO). В качестве CHINFO Кёрби был главным представителем Министерства военно-морского флота и консультантом по стратегическим коммуникациям министра военно-морского флота и начальника военно-морских операций. Он возглавлял сообщество по связям с общественностью военно-морского флота, которое состоит из более чем 2700 действующих офицеров и офицеров запаса, рядовых и гражданских специалистов по связям с общественностью.

## Карьера

### Администрация Обамы
В декабре 2013 года министр обороны Чак Хэйгел назначил Кёрби пресс-секретарём Пентагона. В мае 2014 года Кёрби было присвоено звание контр-адмирала. В октябре 2014 года сенатор Джон Маккейн оспорил утверждение Кёрби о том, что США выигрывают войну против «Исламского государства Ирака и Сирии», и назвал его «идиотом». 22 апреля 2015 года было объявлено, что Кёрби станет новым пресс-секретарём Государственного департамента Соединённых Штатов после того, как в том же году он уйдёт из армии.
Кёрби стал пресс-секретарем Госдепартамента 12 мая 2015 года. В октябре 2016 года Кёрби выступил в защиту вмешательства Саудовской Аравии в гражданскую войну в Йемене против шиитов-хуситов. Он покинул свой пост после инаугурации президента Трампа 20 января 2017 года.

### Администрация Байдена

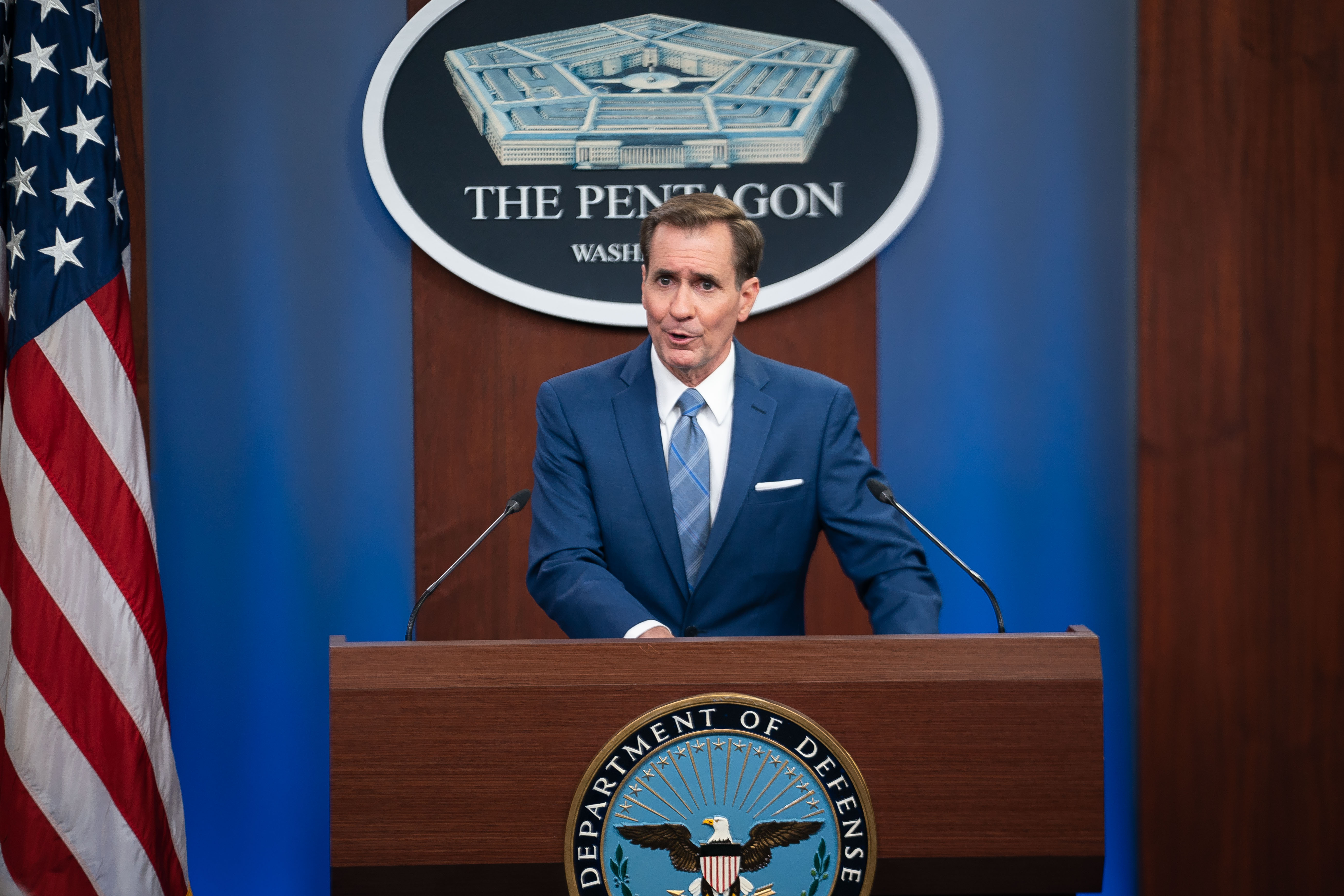
Кёрби проводит брифинг для прессы в Пентагоне

14 января 2021 года президент Байден пригласил Кёрби повторить свою роль пресс-секретаря Пентагона.
11 марта 2021 года Кёрби осудил Такера Карлсона за его комментарии о том, что условия для женщин в военной форме, особенно правила ношения одежды для беременных и стрижки, каким-то образом снижают боеготовность и эффективность вооружённых сил Соединённых Штатов.
19 мая 2022 года Белый дом объявил, что Кёрби покинет Пентагон (где его сменил Патрик Райдер), чтобы присоединиться к Совету национальной безопасности в качестве координатора по стратегическим коммуникациям. В этой роли Кирби будет «координировать межведомственные усилия по разъяснению политики Соединённых Штатов и будет выступать в качестве представителя администрации высшего звена по смежным вопросам». Кёрби заявил, что «права ЛГБТК+» являются «ключевой частью» внешней политики Соединённых Штатов.

## Награды
- Орден «Легион почёта»
- Медаль похвальной службы (4 раза)
- Медаль «За отличную службу»
- Медаль «За выдающуюся службу»
- Медаль «За успехи» ВМС и Корпуса морской пехоты[англ.]
- Похвальная медаль Военно-морского флота[англ.] (4 раза)
- Похвальная медаль Объединённого командования[англ.]